# Forsvarets spesialkommando

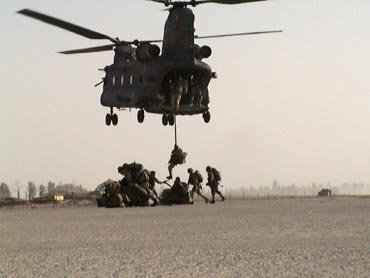
Soldater från FSK under Operation Anaconda.

Forsvarets spesialkommando (FSK) är ett norskt militärt specialförband inrättat 1981, och finns baserat i Rena. FSK är en del av FSK-HJK.